# Golddigger
En golddigger ("guldgrävare") är en lycksökare som ingår kärleksrelationer för ekonomisk vinning. Till skillnad från en sol-och-vårare begår en golddigger inte stöld eller bedrägeri. 